# Philander deltae
Philander deltae är ett däggdjur i familjen pungråttor som förekommer i norra Sydamerika.
Utbredningsområdet ligger i östra Venezuela och sträcker sig från Pariabukten till landets sydöstra gräns. Arten lever i låglandet som bildas av Orinocoflodens delta och av angränsande låga bergstrakter upp till 1500 meter över havet. Individerna vistas i städsegröna skogar, på marskland och i träskmarker. Översvämningar är vanliga i regionen.
För beståndet är inga allvarliga hot kända. I begränsade regioner ska borrningar efter petroleum etableras. Hela populationen anses vara stor. IUCN listar arten som livskraftig (LC).